# Distrikt Comandante Noel
Der Distrikt Comandante Noel liegt in der Provinz Casma in der Region Ancash im zentralen Westen von Peru. Der am 3. Mai 1926 gegründete Distrikt hat eine Fläche von 222,76 km². Namensgeber des Distrikts ist Juan Noel (1813–1854), ein peruanischer Marineoffizier. Beim Zensus 2017 wurden 2088 Einwohner gezählt. Im Jahr 1993 lag die Einwohnerzahl bei 2090, im Jahr 2007 bei 2029. Verwaltungssitz ist der Küstenort Puerto Casma mit 440 Einwohnern (Stand 2017). Im Norden des Distrikts liegt der Badeort Tortugas sowie die der Küste vorgelagerte Insel Isla Tortuga.

## Geographische Lage
Der Distrikt Comandante Noel liegt an der Pazifikküste der Provinz Casma. Er besitzt eine etwa 45 km lange Küstenlinie und reicht bis zu 11 km ins Landesinnere. Im Bereich des Río Casma und dessen Mündung wird bewässerte Landwirtschaft betrieben. Ansonsten herrscht in dem Gebiet Wüstenvegetation. Die Nationalstraße 1N (Panamericana) verläuft entlang der nordöstlichen Distriktgrenze von Casma nach Chimbote.
Im Norden grenzt der Distrikt Comandante Noel an die Provinz Santa, im Osten und Süden an den Distrikt Casma.